# Arkadiusz Pałasiński

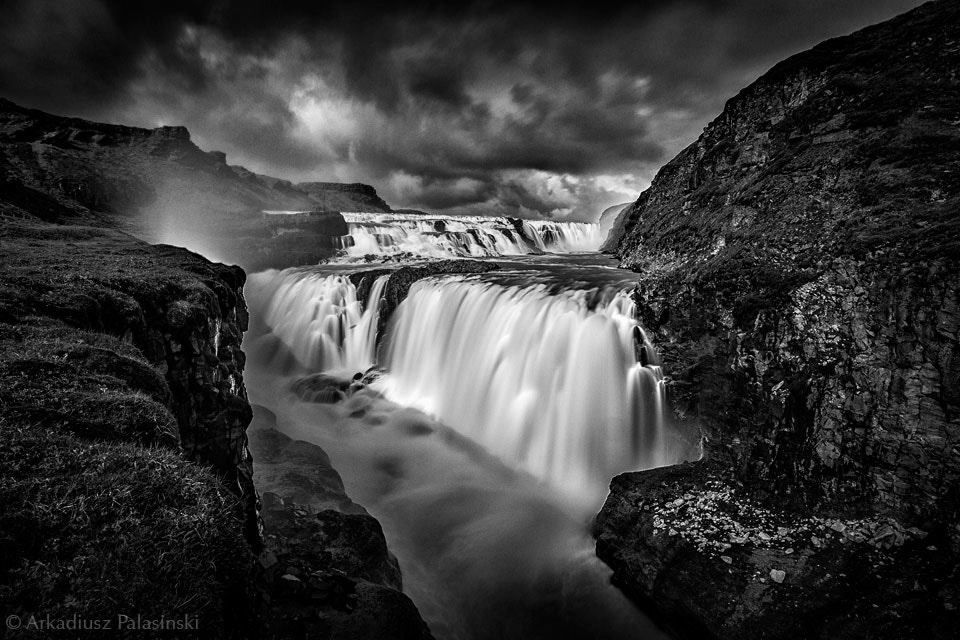
Foto: Arkadiusz Pałasiński

Arkadiusz Pałasiński (ur. 1970 w Sosnowcu) – polski artysta fotograf. Członek rzeczywisty i Artysta Fotoklubu Rzeczypospolitej Polskiej (AFRP). Członek Związku Polskich Fotografów Przyrody.

## Działalność
Arkadiusz Pałasiński mieszka i pracuje w Sosnowcu. Szczególne miejsce w jego twórczości zajmuje fotografia krajobrazowa i fotografia podróżnicza. Dużą część swojej pracy twórczej realizuje na plenerach dalekiej północy – (m.in.) w Norwegii oraz Islandii. Jest założycielem oraz właścicielem marki Fotolibea (projektu edukacyjnego dla pasjonatów fotografii). Jest organizatorem szkoleń dla fotografów i amatorów fotografii oraz współorganizatorem międzynarodowych warsztatów fotograficznych. 
Arkadiusz Pałasiński jest autorem i współautorem wielu wystaw fotograficznych; indywidualnych, zbiorowych, poplenerowych, pokonkursowych. Brał aktywny udział w krajowych i międzynarodowych konkursach fotograficznych, zdobywając wiele nagród, wyróżnień, dyplomów, listów gratulacyjnych. 
W 2015 roku został przyjęty w poczet członków Fotoklubu Rzeczypospolitej Polskiej Stowarzyszenia Twórców. Decyzją Komisji Kwalifikacji Zawodowych Fotoklubu RP, otrzymał dyplom potwierdzający kwalifikacje do wykonywania zawodu artysty fotografa, fotografika (legitymacja nr 396). Prace Arkadiusza Pałasińskiego zaprezentowano w Almanachu (1995–2017), wydanym przez Fotoklub Rzeczypospolitej Polskiej Stowarzyszenie Twórców.

## Wybrane wystawy
- Galeria Smolna (Rybnik 2013)
- Filharmonia Świętokrzyska (Kielce 2013)
- CINIBA (Katowice 2013)
- Muzeum Powstań Śląskich (Góra św. Anny 2013)
- Muzeum Śląska Opolskiego (Opole 2012)
- Centrum Edukacji Ekologicznej (Szklarska Poręba 2012)
- Muzeum Nauk o Ziemi (Warszawa 2012)
- Miejski Dom Kultury (Katowice 2012)
- Galeria Szyb Wilson (2012)
- Piętro Galeria Wyżej (Katowice 2012)
- Art Cafe Muza (Sosnowiec 2011)
- Muzeum Górnictwa Węglowego (Zabrze 2010)

Źródło

## Publikacje (albumy)
- "Dolomiti Photo; I grandi fotografi delle Dolomit" (Włochy 2013)
- "Dolomity; Barwy i wskaźniki włoskich szczytów" (Polska 2011)

Źródło